# 保安乡 (宿迁市)
保安乡，是中华人民共和国江苏省宿迁市宿豫区下辖的一个乡镇级行政单位。
2021年3月2日，撤销保安乡，其行政区域划为新的来龙镇行政区域。

## 行政区划
保安乡下辖以下地区：
保安社区、永胜社区、黄泥村、大庄村、坡墩村、韩集村、东张圩村和五魁村。